# Juan José Moreno Cuenca
Juan José Moreno Cuenca, plus connu sous le sobriquet de El Vaquilla, né le 19 novembre 1961 à Barcelone et mort le 19 décembre 2003 à Badalone, est un délinquant espagnol. Il symbolise en Espagne la génération perdue à cause de l'héroïne.

## Biographie
El Vaquilla commence sa carrière de délinquant à l'âge de neuf ans lorsque sa famille, d'ethnie gitane, s'installe au Camp de la Bota, un quartier défavorisé de la banlieue de Barcelone. Il se spécialise dans le vol de voitures qu'il conduit à grande vitesse afin d'échapper à la police. N'étant qu'un enfant, il doit utiliser divers procédés afin d'atteindre les pédales.
À l'âge de douze ans, il commet un homicide involontaire en volant le sac d'une femme qui passe malencontreusement sous les roues de sa voiture. El Vaquilla regrettera toute sa vie cette mort, mais il ne put changer le cours que prit son destin.
Finalement, il s'installe dans le quartier de La Mina, à proximité du Camp de la Bota, où il vit avec ses frères et sœur Antonio, Julián, Miguel et Isabel. 
El Vaquilla est un habitué des maisons de correction pour jeunes jusqu'à l'âge de quinze ans. À ce moment, il est incarcéré à la prison Model bien que ce soit illégal du fait qu'il est mineur. En prison, il étudie le Droit.
En 1984, il organise une mutinerie afin de dénoncer les mauvaises conditions de vie en prison : tortures, violation des droits des prisonniers, etc.
Son addiction à l'héroïne le conduit à être contaminé par le sida.
Il meurt d'une cirrhose du foie à l'hôpital de Can Ruti (Badalone) le 19 décembre 2003 à l'âge de 42 ans. Sa sortie de prison était prévue pour le 3 février 2007.

## Postérité
El Vaquilla est si connu en Espagne que son sobriquet est devenu un terme habituel pour qualifier des personnes aux caractéristiques similaires, d'origine modeste, problématiques et difficilement réhabilitables. El Vaquilla devint une icône de la lutte contre les prisons et contre l’incapacité du système à établir une égalité réelle entre les personnes.
Des groupes musicaux de rumba comme Los Chichos, Los Chunguitos et Bordón 4 lui ont dédié plusieurs chansons où il est décrit comme un délinquant au grand cœur. 
Son autobiographie intitulée El Vaquilla. Hasta la libertad revient sur son parcours de délinquant et dénonce le système carcéral inhumain, incapable de réhabiliter des personnes qui eurent une enfance défavorisée.
Ismael Serrano lui a dédié après sa mort une chanson titrée "Elegía". Le groupe punk Hachazo lui a consacré la chanson "La última pelea".
L'écrivain Javier Cercas s'est largement inspiré de El Vaquilla pour créer le personnage de Zarco dans son roman Les lois de la frontière (2012).

## Filmographie
- Yo, El Vaquilla, 1985.